# 張祝珊
張祝珊（Cheung Chuk Shan，1882年—1936年），原籍广东新会县，早年在广州开设「张锦记」，专营藤器批发，娶妻郭庚，生下四子二女，分別是長子张玉阶（1914年生），二子张玉麒、长女张银爱、三子张玉麟、四子张玉良、次女张美好，两位女儿均早殇。其後因积劳成疾，於1936年逝世。四子张玉良後來成家族掌门。

## 后人景況
張祝珊去世後兩年，日軍攻佔廣州，其遺孀郭庚帶同其子，逃至香港以避戰禍，當時二子张玉麒在中國内地念大学；三子张玉麟帮長子张玉阶打理张锦记；么子张玉良则送至香港學校英皇书院读书。
其後张玉阶憑著取得英国加力子药品公司，「山杜莲」西药在远东的代理权，而賺得第一桶金。朝鮮戰爭發生後，张玉阶透過將盤尼西林等西藥大量輸入中國內地，身家暴漲，開始涉足香港房地產，但他不幸在1959年因癌症去世。
張祝珊么子張玉良隨即成為張氏家族的掌舵人，他是香港較早成功地运用借壳上市手法的華商。1970年，张玉良将中区联邦大厦与国际大厦物业售予英資的联邦地产，交换联邦地产77%股权，以借壳上市。其后张玉良又以联邦地产的身份，加上半山区梅道花园台物业，交换老牌英資洋行会德丰的股票，持股量有百分之四十，成为会德丰最大股东，但約翰·馬登仍然是會德豐主席。儘管如此，兩家多年來爭執甚多，本已貌合神離，由於看淡香港前景，兩者均有退股之意。
1985年2月14日下午會德豐突然停牌，宣佈新加坡富商邱德拔已由馬登家族手上收購13.5%投票權的股票，同時提出以A股$6，B股$0.6（A股面值相當於B股5倍，但具有相同的投票權）全面收購建議。張玉良認為被馬登出賣，故將股權轉讓予包玉剛，並要求完全控制會德豐，不容對手反收購。
1985年2月16日，包玉剛屬下九龍倉宣佈以A股$6.6，B股$0.66全面收購會德豐，並聲稱直接間接持有34%投票權的會德豐股票。2月19日邱德拔將收購價提高至A股$7，B股$0.7。
由於聯合企業持有6.8%的會德豐股權，2月25日包玉剛宣佈以每股$11收購聯合企業，2月26日宣佈提高收購價至A股$7.5，B股$0.75。3月15日，包玉剛已持有起過50%的會德豐的股權，同日邱德拔宣佈接受包玉剛收購建議。包玉剛因而奪得會德豐及其屬下七間上市公司，成為擁有最多上市公司的財團之一。最後包玉剛於同年6月私有化會德豐，並透過系內資產重組，把隆豐國際成為系內控股公司，直至1993年隆豐國際通過易名為會德豐，並於11月24日再次成為恆生指數成份股，但在2005年6月6日起，再次剔除恆生指數成份股之列。
二十世紀八十年代末，张玉良開始淡出香港，并出售会德丰与淘大置业等，其家族拥有财富估值为75亿元。

## 以張祝珊命名的事物
- 香港中文大學聯合書院張祝珊師生康樂大樓
- 張祝珊英文中學，位於香港島東區北角雲景道11號，於1969年由五邑工商總會創立。
- 旅港新會潮連同鄉會張祝珊紀念學校，位於九龍土瓜灣上鄉道22號，現已結校，原址現為保良局陳維周夫人紀念學校。
- 五邑工商總會張祝珊幼兒園幼稚園